# Leake megye
Leake megye az Amerikai Egyesült Államokban, azon belül Mississippi államban található. Megyeszékhelye Carthage. Lakosainak száma 21 275 fő (2020. április 1.). Leake megye Attala, Neshoba, Scott, Newton, Winston és Madison megyékkel határos.

## Népesség
A megye népességének változása:
| Lakosok száma | 23 785 | 23 341 | 23 289 | 23 389 | 22 763 | 21 275 |
|               | 2010   | 2011   | 2012   | 2013   | 2015   | 2020   |